# 氏子狩
氏子狩（うじこがり、氏子駈とも）とは、強制的に自社の氏子に登録させること。特に滋賀県愛知郡小椋庄（現：東近江市）の木地師に関する物が有名であり、本項ではそれについて解説する。
なお、ここでいう「狩り」とは、織田信長の「茶器名物狩り」のような「集める」という意味合いであって、捕まえる、殺すという意味ではない。

## 概要
滋賀県愛知郡小椋庄は、木地師発祥の地とされていた。近世後期、神祗官の白川家擁する君ガ畑村（東近江市君ヶ畑町）の大皇太神（鏡寺）と、同じく神祗官の吉田家擁する蛭谷村の筒井八幡（帰雲庵）（東近江市蛭谷町）は、木地師の祖とされる惟喬親王の霊社を祀り、これを木地師の氏神と喧伝した。
当時、木地師は全国各地に散っており、時に朝廷や幕府の許可を受けて、生業を続けていた。もし、これら木地師達を氏子として自社の影響下に置くことができれば、大きな収入を得ることに繋がる。
そこで白川・吉田両家は、自らを正当な惟喬親王の霊社としつつ、各地に散った木地師達を探し出し、自社の氏子に強制的に登録していった。両社は時に偽造文書も発行し、自社の配下に収めるために争った。
結果として木地師はどちらかの神社に登録されることとなり、金を納めて一定の義務を背負った。また、両社はその権威を振りかざして木地屋の営業認可まで行なった。実際に惟喬親王が祖だったかは不明であるが、一連の出来事によって木地師達は惟喬親王が業祖であることを信じていた。
この氏子狩りの大きさは、文化13年（1816年）の筒井八幡立替の際には、36ヶ国約3600名余りの木地師が氏子として費用を献じたことからもわかる。